# Коле дела Гвардија (Пескара)
Коле дела Гвардија (итал. Colle della Guardia) је насеље у Италији у округу Пескара, региону Абруцо.
Према процени из 2011. у насељу је живело 37 становника. Насеље се налази на надморској висини од 517 м.